# Temparena chuni
Temparena chuni is een zeekomkommer uit de familie Sclerodactylidae.
De wetenschappelijke naam van de soort werd in 1935 gepubliceerd door Hubert Ludwig & Svend Geisler Heding.